# 樓東
樓東（1453年—？），字啟明，浙江寧波府鄞縣人，民籍，明朝政治人物。進士出身。

## 生平
早年出身儒士，舉浙江鄉試第六十三名。成化十一年（1475年）乙未科會試第一百十六名，殿試登進士第二甲第九十三名。

## 家族
曾祖父樓宗保。祖父樓岳。父亲樓峻。